# Arthur Schoenflies
Arthur Piero Schoenflies (Landsberg an der Warthe, 17 aprile 1853 – Francoforte sul Meno, 27 maggio 1928) è stato un mineralogista tedesco.

## Biografia
Docente di matematica all'università di Francoforte sul Meno dal 1914, è noto per aver ideato il sistema Schoenflies per la disposizione molecolare e per aver dato un grande contributo alla nomenclatura cristallografica.